# Heneage Finch
För andra betydelser, se Heneage Finch (olika betydelser).
Heneage Finch, född  1580, död den 5 december 1631, var en engelsk politiker, far till Heneage Finch, 1:e earl av Nottingham, kusin till John Finch.
Finch invaldes första gången i underhuset 1607 och var dess talman 1626, varvid han gjorde sig bemärkt för sin eftergivenhet mot Karl I:s maktspråk.